# Nõmme (Lääne-Nigula)
Nõmme (Duits: Nömme) is een plaats in de Estlandse gemeente Lääne-Nigula in de provincie Läänemaa. De plaats heeft de status van dorp (Estisch: küla).
Tot in oktober 2017 lag Nõmme in de gemeente Martna. In die maand ging Martna op in Lääne-Nigula.

## Bevolking
Het dorp had 6 inwoners op 31 december 2011 en 10 inwoners op 31 december 2021.

## Geschiedenis
Nõmme werd rond 1900 voor het eerst genoemd onder de Russische naam Немме (Nemme) als dorp op het landgoed Groß-Lehtigall (Suure-Lähtru). Het dorp lag op de plaats waar in de tweede helft van de 19e eeuw de veehouderij (Estisch: karjamõis) Kõressaare had gelegen.
Tussen 1977 en 1997 maakte Nõmme deel uit van het buurdorp Uusküla.